# Mussjön, Medelpad
Mussjön är en sjö i Sundsvalls kommun i Medelpad och ingår i Indalsälvens huvudavrinningsområde. Sjön är 15 meter djup, har en yta på 0,218 kvadratkilometer och befinner sig 272,3 meter över havet. Sjön avvattnas av vattendraget Järkvisslebäcken.

## Delavrinningsområde
Mussjön ingår i det delavrinningsområde (696882-153602) som SMHI kallar för Utloppet av Mussjön. Medelhöjden är 368 meter över havet och ytan är 15,14 kvadratkilometer. Det finns inga avrinningsområden uppströms utan avrinningsområdet är högsta punkten. Järkvisslebäcken som avvattnar avrinningsområdet har biflödesordning 2, vilket innebär att vattnet flödar genom totalt 2 vattendrag innan det når havet efter 70 kilometer. Avrinningsområdet består mestadels av skog (98 procent). Avrinningsområdet har 0,22 kvadratkilometer vattenytor vilket ger det en sjöprocent på 1,4 procent.